# Денисон (Тексас)
Денисон (енгл. Denison) град је у америчкој савезној држави Тексас. По попису становништва из 2010. у њему је живело 22.682 становника.

## Демографија
Према попису становништва из 2010. у граду је живело 22.682 становника, што је 91 (0,4%) становника мање него 2000. године.
| Група             | 2000.          | 2010.          |
| Белци             | 18.602 (81,7%) | 17.461 (77,0%) |
| Афроамериканци    | 1.964 (8,6%)   | 2.104 (9,3%)   |
| Азијати           | 104 (0,5%)     | 133 (0,6%)     |
| Хиспаноамериканци | 1.190 (5,2%)   | 1.996 (8,8%)   |
| Укупно            | 22.773         | 22.682         |